# Câmera reflex de objetivas gêmeas

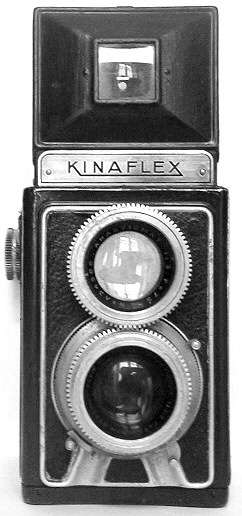
A parte frontal de uma câmera Kinaflex reflex de objetivas gêmeas. Os anéis de foco das duas lentes são acoplados com engrenagens em torno de sua circunferência neste design simples.

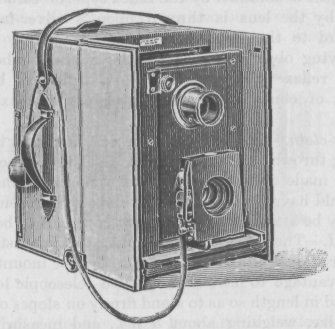
Desenho de uma câmera reflex de objetivas gêmeas do início do século 20

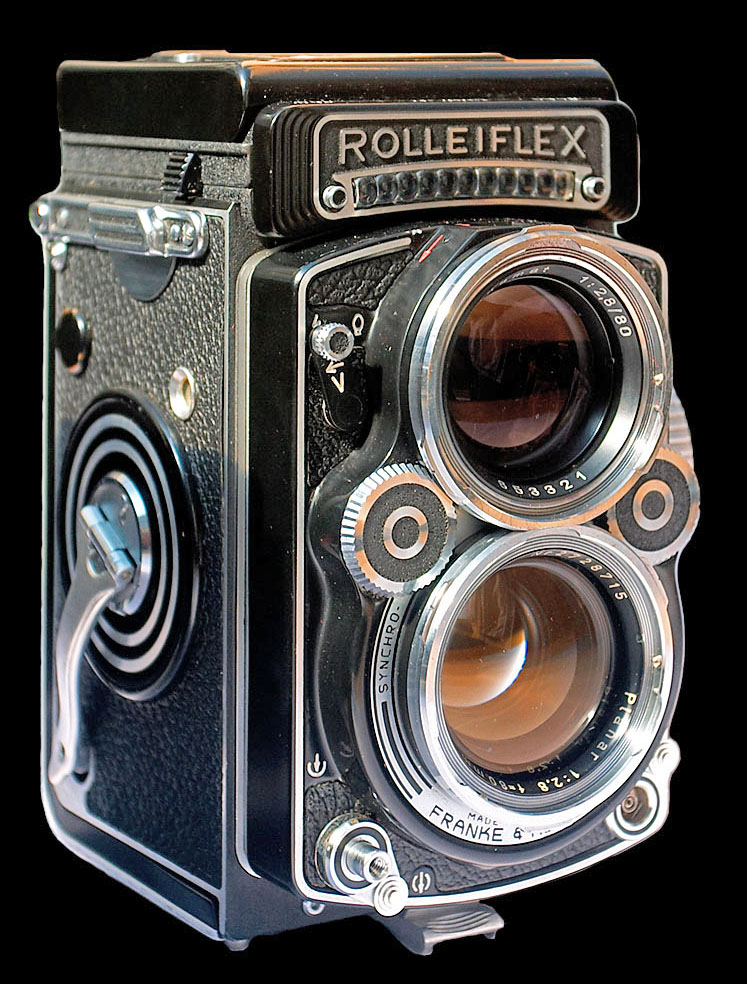
A clássica TLR Rolleiflex

Uma Câmera reflex de objetivas gêmeas, do inglês twin-lens reflex camera (TLR), é um tipo de câmera com duas lentes objetivas de mesma distância focal. Uma das lentes é uma objetiva fotográfica (a lente que captura a imagem), enquanto a outra é usada para o sistema de visor que fica ao nível da cintura. Além da objetiva, o visor consiste de um espelho de 45 graus (a razão pelo uso da palavra reflex no nome), uma tela de focagem não luminosa no topo da câmera e um capô pop-up ao seu redor. As duas objetivas são conectadas, para que o foco mostrado na tela de focagem seja exatamente o mesmo do filme. No entanto, muitas TLRs baratas são modelos de foco fixo. A maioria das TLRs usam obturadores de folha com velocidades de até 1/500 segundos com uma configuração B.